# Brug 19
Brug 19 is een vaste brug in Amsterdam-Centrum.
De verkeersbrug is gelegen in de oostelijke kader van de Herengracht en overspant de Blauwburgwal. De brug vormt een geheel met brug 18 in de zuidelijke kade van de Blauwburgwal en over de Herengracht. De brug wordt omringd met gemeentelijke en rijksmonumenten, maar is er zelf geen, ze is te jong. 
Hier ligt al eeuwen een brug, Pieter Bast tekende haar in op zijn kaart uit 1599, toen de Herengracht als vestinggracht de buitenkant van de stad vormde. Op de kaart van Balthasar Florisz. van Berckenrode uit 1625 is de brug getekend in de kade van de Heere Graft over de Blaeuwe Burchwal.
De historie van de brug vertoont gelijkenis met die van brug 18. Volgens schilder Herman Misset droeg de brug ooit het jaar 1791 in de boog, er ontbreekt echter een datering op de tekening. Een andere tekening van hem uit de periode 1891 tot 1901 en ook een foto van Pieter Oosterhuis uit circa 1870 laten juist een liggerbrug zien. In 1887 werden er al opmerkingen gemaakt over dat deze brug te hoog lag voor het verkeer. Brug 19 (nog steeds een liggerburg) ontsnapte net als brug 18 op het nippertje aan vernieling bij een bominslag op 11 mei 1940, waarbij het hoekpand Blauwburgwal 25-27 en Herengracht 105-107 getroffen werd. De huidige brug (2017) dateert uit juli 1977 toen na enkele maanden werk een nieuwe welfbrug met een doorvaart werd neergelegd.

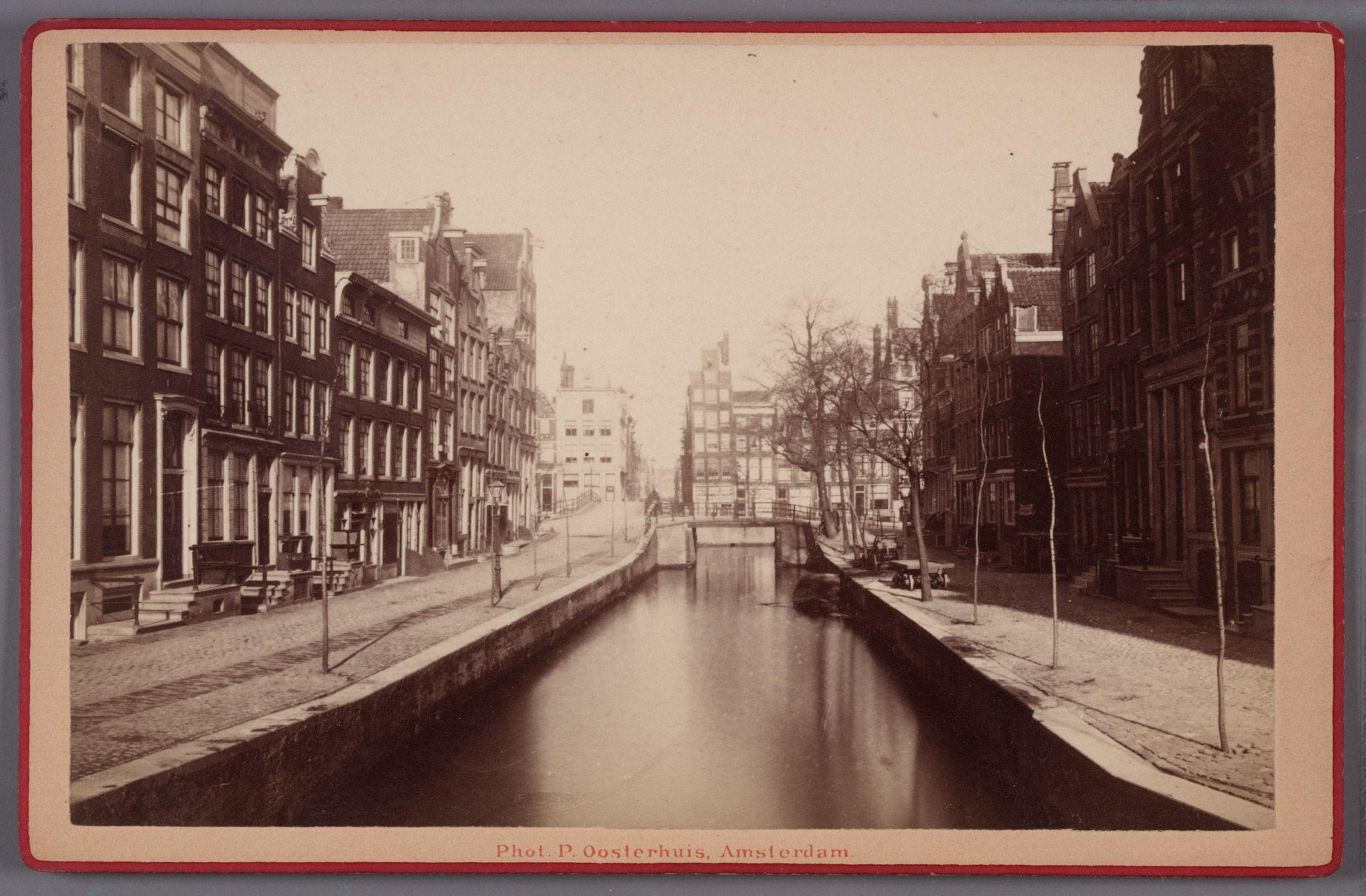
Gefotografeerd door Pieter Oosterhuis, circa 1870
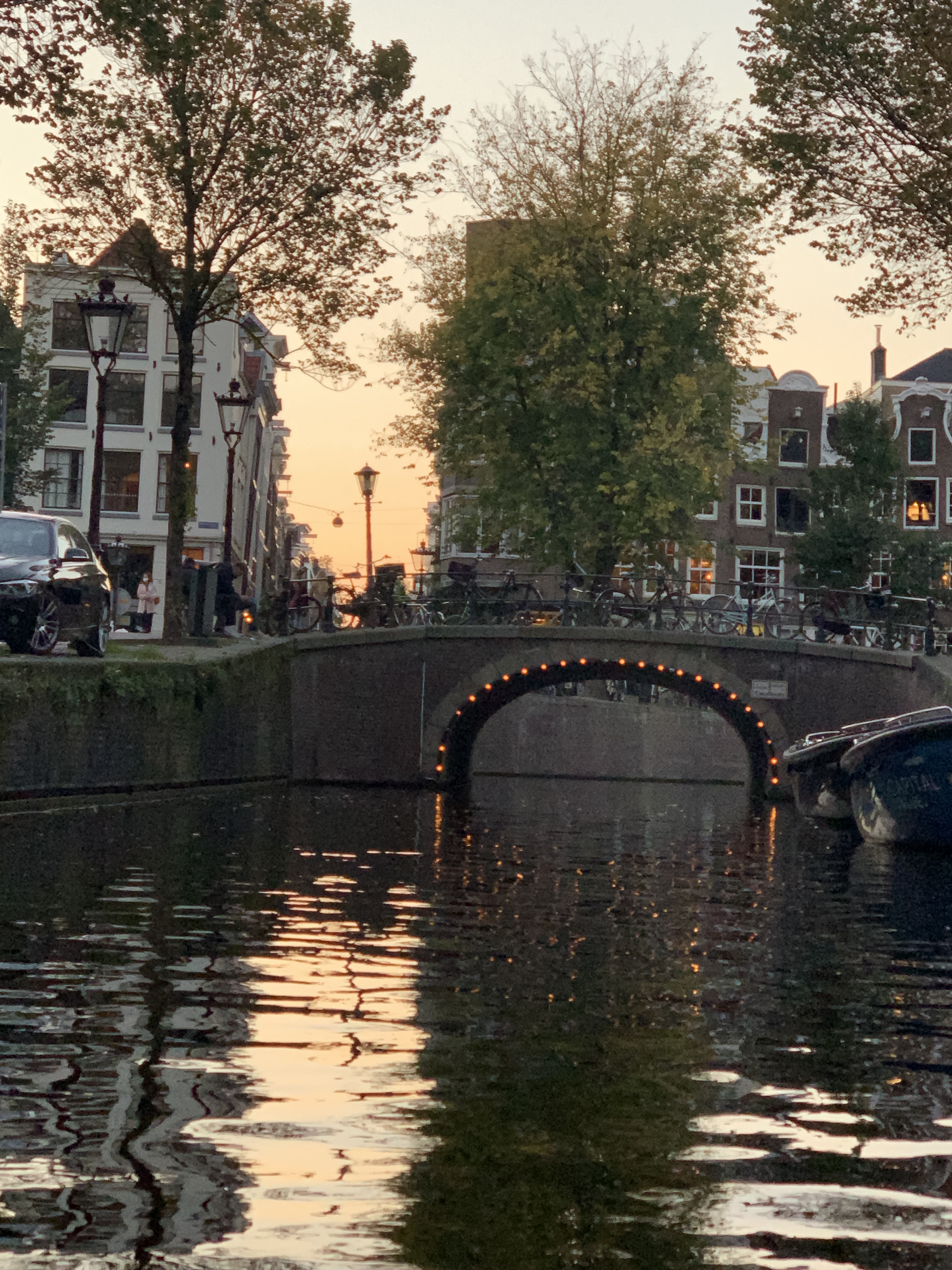
Brug 19, gezien naar de Herengracht. Oktober 2020

1 · 2 · 3 · 4 · 5 · 6 · 7 · 8 · 9 · 10 · 11 · 12 · 13 · 14 · 15 · 16 · 17 · 18 · 19 · 20 · 21 · 22 · 23 · 24 · 25 · 26 · 27 · 28 · 29 · 30 · 31 · 32 · 34 · 35 · 36 · 37 · 38 · 39 · 40 · 41 · 42 · 43 · 44 · 45 · 46 · 47 · 48 · 49 · 50 · 51 · 52 · 53 · 54 · 55 · 56 · 57 · 58 · 59 · 60 · 61 · 62 · 63 · 64 · 65 · 66 · 67 · 68 · 69 · 70 · 71 · 72 · 73 · 74 · 75 · 76 · 77 · 78 · 79 · 80 · 81 · 82 · 84 · 85 · 86 · 87 · 88 · 89 · 90 · 91 · 92 · 93 · 94 · 95 · 96 · 97 · 98 · 99 · >>>
Brugnummers 33 en 83 zijn niet (meer) vergeven